# Vagia
Vagia (in greco Βάγια?) è un ex comune della Grecia nella periferia della Grecia Centrale (unità periferica della Beozia) con 4509 abitanti secondo i dati del censimento 2001.
È stato soppresso a seguito della riforma amministrativa, detta piano Callicrate, in vigore dal gennaio 2011 ed è ora compreso nel comune di Tebe.